# Xuto
Xuto (in greco antico: Ξοῦθος, -ου?, Xùthos, in latino Xūthus, -i) è un personaggio della mitologia greca. È il capostipite (tramite i suoi figli) dei popoli Achei e Ioni.

## Genealogia
Figlio di Eolo, sposò Creusa che lo rese padre di Acheo, Ione e Diomeda.

## Mitologia
Fu re di Iolco in Tessaglia, ma ne fu poi allontanato dai suoi fratelli e recatosi ad Atene prestò aiuto a Eretteo nel corso della guerra con l'Eubea sposando in seguito la figlia Creusa.
Alla morte del suocero gli fu chiesto di indicare un successore per Eretteo e scegliendo Cecrope (il suo cognato più anziano), vide il popolo rivoltarsi e fu costretto all'esilio.
Recatosi nel nord del Peloponneso morì nella terra di Egialeo, il re di Sicione.
Secondo Euripide, Xuto regnò ad Atene alla morte di Eretteo e suo figlio Ione fu in realtà concepito da sua moglie con Apollo. Ione fu dapprima allontanato da lui e in seguito (poiché sempre secondo Euripide Xuto non ebbe eredi) fu riconosciuto come figlio proprio dallo stesso Xuto.